# Berlin Ladies Open 2024 - Qualificazioni singolare
Le qualificazioni del singolare del Berlin Ladies Open 2024 sono un torneo di tennis preliminare per accedere alla fase finale della manifestazione disputate il 15 e 16 giugno 2024. Le vincitrici dell'ultimo turno entreranno di diritto nel tabellone principale. In caso di ritiro di una o più giocatrici aventi diritto a queste sono subentrate le Lucky loser, ossia le giocatrici che perderanno nell'ultimo turno ma che avevano una classifica più alta rispetto alle altre partecipanti che avevano comunque perso nel turno finale.

## Teste di serie
1. Dajana Jastrems'ka (primo turno)
2. Kateřina Siniaková (qualificata)
3. Veronika Kudermetova (qualificata)
4. Wang Xinyu (qualificata)
5. Arantxa Rus (ultimo turno, lucky loser)
6. Clara Tauson (ritirata)

1. Tamara Korpatsch (primo turno)
2. Nao Hibino (qualificata)
3. Emina Bektas (ultimo turno)
4. Aljaksandra Sasnovič (ultimo turno)
5. Rebeka Masarova (qualificata)
6. Arina Rodionova (primo turno)

## Qualificate
1. Zeynep Sönmez
2. Kateřina Siniaková
3. Veronika Kudermetova

1. Wang Xinyu
2. Nao Hibino
3. Rebeka Masarova

## Lucky loser
1. Arantxa Rus

## Tabellone

### Legenda
| - Q = Qualificato - WC = Wild card - LL = Lucky loser | - ALT = Alternate - SE = Special Exempt - PR = Protected Ranking | - w/o = Walkover - r = Ritirato - d = Squalificato |

### Sezione 1
|  | Primo turno | Primo turno        | Primo turno  | Primo turno | Primo turno |  |  | Ultimo turno | Ultimo turno  | Ultimo turno | Ultimo turno | Ultimo turno |  |
|  |             |                    |              |             |             |  |  |              |               |              |              |              |  |
|  | 1           | Dajana Jastrems'ka | 6            | 4           | 1           |  |  |              |               |              |              |              |  |
|  |             | Zeynep Sönmez      | 3            | 6           | 6           |  |  |              | Zeynep Sönmez | 7            | 2            | 6            |  |
|  |             | Ella Seidel        | Ella Seidel  | 3           | 2           |  |  | 9            | Emina Bektas  | 67           | 6            | 3            |  |
|  | 9           | Emina Bektas       | Emina Bektas | 6           | 6           |  |  |              |               |              |              |              |  |

### Sezione 2
|  | Primo turno | Primo turno         | Primo turno        | Primo turno | Primo turno |  |  | Ultimo turno | Ultimo turno        | Ultimo turno        | Ultimo turno | Ultimo turno |  |
|  |             |                     |                    |             |             |  |  |              |                     |                     |              |              |  |
|  | 2           | Kateřina Siniaková  | Kateřina Siniaková | 6           | 6           |  |  |              |                     |                     |              |              |  |
|  | WC          | Noma Noha Akugue    | Noma Noha Akugue   | 3           | 0           |  |  | 2            | Kateřina Siniaková  | Kateřina Siniaková  | 6            | 6            |  |
|  |             | Julija Starodubceva | 6                  | 4           | 6           |  |  |              | Julija Starodubceva | Julija Starodubceva | 2            | 2            |  |
|  | 7           | Tamara Korpatsch    | 1                  | 6           | 0           |  |  |              |                     |                     |              |              |  |

### Sezione 3
|  | Primo turno | Primo turno          | Primo turno          | Primo turno | Primo turno |  |  | Ultimo turno | Ultimo turno         | Ultimo turno         | Ultimo turno | Ultimo turno |  |
|  |             |                      |                      |             |             |  |  |              |                      |                      |              |              |  |
|  | 3           | Veronika Kudermetova | Veronika Kudermetova | 6           | 6           |  |  |              |                      |                      |              |              |  |
|  | WC          | Anica Stabel         | Anica Stabel         | 0           | 2           |  |  | 3            | Veronika Kudermetova | Veronika Kudermetova | 6            | 6            |  |
|  |             | Kayla Day            | Kayla Day            | 6           | 6           |  |  |              | Kayla Day            | Kayla Day            | 1            | 1            |  |
|  | 12          | Arina Rodionova      | Arina Rodionova      | 0           | 3           |  |  |              |                      |                      |              |              |  |

### Sezione 4
|  | Primo turno | Primo turno          | Primo turno          | Primo turno | Primo turno |  |  | Ultimo turno | Ultimo turno         | Ultimo turno         | Ultimo turno | Ultimo turno |  |
|  |             |                      |                      |             |             |  |  |              |                      |                      |              |              |  |
|  | 4           | Wang Xinyu           | Wang Xinyu           | 6           | 6           |  |  |              |                      |                      |              |              |  |
|  | WC          | Mara Guth            | Mara Guth            | 1           | 3           |  |  | 4            | Wang Xinyu           | Wang Xinyu           | 6            | 6            |  |
|  |             | Aleksandra Krunić    | Aleksandra Krunić    | 4           | 1           |  |  | 10           | Aljaksandra Sasnovič | Aljaksandra Sasnovič | 4            | 1            |  |
|  | 10          | Aljaksandra Sasnovič | Aljaksandra Sasnovič | 6           | 6           |  |  |              |                      |                      |              |              |  |

### Sezione 5
|  | Primo turno | Primo turno  | Primo turno | Primo turno | Primo turno |  |  | Ultimo turno | Ultimo turno | Ultimo turno | Ultimo turno | Ultimo turno |  |
|  |             |              |             |             |             |  |  |              |              |              |              |              |  |
|  | 5           | Arantxa Rus  | Arantxa Rus | 6           | 7           |  |  |              |              |              |              |              |  |
|  |             | Fiona Ferro  | Fiona Ferro | 4           | 5           |  |  | 5            | Arantxa Rus  | Arantxa Rus  | 2            | 64           |  |
|  |             | Suzan Lamens | 6           | 1           | 2           |  |  | 8            | Nao Hibino   | Nao Hibino   | 6            | 7            |  |
|  | 8           | Nao Hibino   | 3           | 6           | 6           |  |  |              |              |              |              |              |  |

### Sezione 6
|  | Primo turno | Primo turno        | Primo turno     | Primo turno | Primo turno |  |  | Ultimo turno | Ultimo turno    | Ultimo turno | Ultimo turno | Ultimo turno |  |
|  |             |                    |                 |             |             |  |  |              |                 |              |              |              |  |
|  | Alt         | Ekaterina Makarova | 65              | 7           | 2           |  |  |              |                 |              |              |              |  |
|  |             | Sára Bejlek        | 7               | 5           | 6           |  |  |              | Sára Bejlek     | 7            | 4            | 63           |  |
|  | WC          | Lena Papadakis     | Lena Papadakis  | 3           | 1           |  |  | 11           | Rebeka Masarova | 64           | 6            | 7            |  |
|  | 11          | Rebeka Masarova    | Rebeka Masarova | 6           | 6           |  |  |              |                 |              |              |              |  |